# Гогю, Ефрем
Ефрем Гогю (5.01.1889 г., Сиирт, Турция — 26.05.1956 г., Киркук, Ирак) — архиепископ Киркука Халдейской католической церкви c 8 февраля 1954 года по 26 июня 1956 года.

## Биография
Ефрем Гогю родился 5 января 1889 года в городе Сиирт, Турция.
27 июня 1915 года Ефрем Гогю был рукоположён в священника.
8 февраля 1954 года Римский папа Иоанн XXIII назначил Ефрема Гогю архиепископом Киркука. 13 июня 1954 года Ефрем Гогю был рукоположён в епископа.
Умер 26 мая 1956 года.